# Carlos Núñez
Carlos Rodrigo Núñez Techera (ur. 22 czerwca 1992 w Canelones) – urugwajski piłkarz występujący na pozycji napastnika, obecnie zawodnik meksykańskiego Chiapas.

## Kariera klubowa
Núñez pochodzi z miasta Canelones i jest wychowankiem tamtejszej amatorskiej ekipy o nazwie Liverpool CDS. Jako szesnastolatek przeniósł się do klubu Liverpool FC ze stołecznego Montevideo, do którego seniorskiej drużyny został włączony kilka miesięcy później przez szkoleniowca Eduardo Favaro. W urugwajskiej Primera División zadebiutował 14 lutego 2010 w przegranym 0:2 spotkaniu z Nacionalem, zaś premierowego gola w najwyższej klasie rozgrywkowej strzelił 27 lutego 2011 w wygranej 3:0 konfrontacji z Tacuarembó. Niedługo potem został jednym z podstawowych graczy Liverpoolu, w 2012 roku docierając z nim do 1/8 finału drugich co do ważności rozgrywek Ameryki Południowej – Copa Sudamericana, sam zostając jednym z króli strzelców tamtego turnieju (z pięcioma golami na koncie). Ogółem w Liverpoolu grał trzy lata, nie odnosząc jednak większych osiągnięć zespołowych.
Wiosną 2013 Núñez przeniósł się do krajowego giganta – stołecznego CA Peñarol, który za sumę miliona dolarów wykupił 25% jego karty zawodniczej. Tam już w pierwszym sezonie – 2012/2013 – zdobył z drużyną prowadzoną przez Jorge da Silvę tytuł mistrza Urugwaju. Przez cały, dwuletni pobyt w Peñarolu był jednak regularnie trapiony kontuzjami, które skutecznie uniemożliwiły mu podjęcie walki o miejsca w wyjściowym składzie. W lutym 2015 udał się na wypożyczenie do ówczesnego mistrza Argentyny – zespołu Racing Club de Avellaneda (kwota transferu wyniosła 480 tysięcy dolarów, z opcją pierwokupu za cztery miliony), w którego barwach 22 lutego 2015 w zremisowanym 0:0 meczu z Olimpo, zadebiutował w argentyńskiej Primera División. Pierwszą bramkę zdobył natomiast 13 marca tego samego roku w wygranym 4:1 pojedynku z Colónem. Mimo udanego początku, już miesiąc później zerwał więzadła krzyżowe w kolanie, co poskutkowało siedmiomiesięczną przerwą w grze. Po rekonwalescencji nie potrafił już powrócić w Racingu do formy prezentowanej poprzednio.
W sierpniu 2016 Núñez – również na zasadzie wypożyczenia – zasilił meksykańską ekipę Chiapas FC z siedzibą w Tuxtla Gutiérrez. W tamtejszej Liga MX zadebiutował 28 sierpnia 2016 w przegranym 0:3 spotkaniu z Pueblą.
| Sezon     | Klub                      | Kraj      | Rozgrywki        | Mecze | Bramki |
| --------- | ------------------------- | --------- | ---------------- | ----- | ------ |
| 2009/2010 | Liverpool FC              | Urugwaj   | Primera División | 2     | 0      |
| 2010/2011 | Liverpool FC              | Urugwaj   | Primera División | 11    | 5      |
| 2011/2012 | Liverpool FC              | Urugwaj   | Primera División | 21    | 5      |
| 2012/2013 | Liverpool FC              | Urugwaj   | Primera División | 10    | 0      |
| 2012/2013 | CA Peñarol                | Urugwaj   | Primera División | 9     | 1      |
| 2013/2014 | CA Peñarol                | Urugwaj   | Primera División | 15    | 6      |
| 2014/2015 | CA Peñarol                | Urugwaj   | Primera División | 6     | 1      |
| 2015      | Racing Club de Avellaneda | Argentyna | Primera División | 8     | 3      |
| 2016      | Racing Club de Avellaneda | Argentyna | Primera División | 0     | 0      |
| 2016/2017 | Chiapas FC                | Meksyk    | Liga MX          |       |        |